# Monique St. Pierre
Monique St. Pierre, född 25 november 1953 i Wiesbaden, Tyskland, är en fotomodell och skådespelare verksam i USA.
Monique St. Pierre utsågs till herrtidningen Playboys Playmate of the Month för november 1978 och till Playmate of the Year för 1979.